# Kim loại nặng độc hại
Kim loại nặng độc hại là một thuật ngữ phổ biến nhưng dễ gây hiểu lầm cho các kim loại với khả năng gây độc. Không phải tất cả các kim loại nặng đều độc hại và một số kim loại độc hại không nặng. Thuật ngữ này được sử dụng cụ thể đối với cadmi, thủy ngân và chì, tất cả đều xuất hiện trong danh sách 10 hóa chất gây lo ngại lớn của Tổ chức Y tế Thế giới. Các ví dụ khác bao gồm chromi, nickel, antimon, bismuth, arsenic, thiếc và thali.
Những nguyên tố độc hại này có thể được tìm thấy tự nhiên trong đất. Chúng trở nên cô đặc do các hoạt động do con người gây ra và có thể xâm nhập vào các mô của thực vật và động vật (bao gồm cả con người) thông qua đường hô hấp hay chế độ ăn uống. Sau đó, chúng có thể liên kết và can thiệp vào hoạt động của các thành phần tế bào quan trọng. Những ảnh hưởng của arsenic, thủy ngân và chì đối với con người đã được biết đến từ xưa, nhưng các nghiên cứu có hệ thống về độc tính của một số kim loại nặng dường như mới chỉ xuất hiện từ năm 1868. Ở người, ngộ độc kim loại nặng thường được điều trị bằng cách sử dụng các chelation.